# مدرسة نيوتن الدولية (قطر)
مدرسة نيوتن الدولية هي مدرسة خاصة تقع في الدوحة، قطر. يتبع جميع التلاميذ المنهاج الوطني لإنكلترا وويلز.
تأسست المدرسة في عام 2006. هناك عدة فروع في مدينة الدوحة.